# Винфилд (Луизијана)
Винфилд (енгл. Winnfield) град је у америчкој савезној држави Луизијана.

## Демографија
По попису из 2010. године број становника је 4.840, што је 909 (-15,8%) становника мање него 2000. године.
| Група             | 2000.         | 2010.         |
| Белци             | 2.732 (47,5%) | 2.165 (44,7%) |
| Афроамериканци    | 2.865 (49,8%) | 2.447 (50,6%) |
| Азијати           | 9 (0,2%)      | 17 (0,4%)     |
| Хиспаноамериканци | 66 (1,1%)     | 125 (2,6%)    |
| Укупно            | 5.749         | 4.840         |